# Vuurkuifalethe
De vuurkuifalethe (Alethe castanea) of vuurkapalethe is een vogelsoort uit de familie van de Muscicapidae (Vliegenvangers) die voorkomt in het westen en midden van Afrika, van Nigeria tot Oeganda.

## Ondersoorten
Van de soort worden twee ondersoorten erkend:
- A. c. castanea: van Nigeria tot westelijk Congo-Kinshasa en noordelijk Angola, Bioko.
- A. c. woosnami: van centraal Congo-Kinshasa tot zuidelijk Soedan en Oeganda.